# سيزار باينا
سيزار باينا (بالإسبانية: César Renato Baena) هو مدرب كرة قدم ولاعب كرة قدم فنزويلي، ولد في 13 يناير 1961 في كاراكاس في فنزويلا. شارك مع منتخب فنزويلا لكرة القدم. أما مع النوادي، فقد لعب مع نادي كاراكاس.

## وصلات خارجية
- سيزار باينا على موقع الاتحاد الدولي (مؤرشف)  (الإنجليزية)
- سيزار باينا على موقع قاعدة بيانات كرة القدم.إي يو (الإنجليزية)
- سيزار باينا على موقع ناشيونال فوتبول تيمز (الإنجليزية)
- سيزار باينا على موقع عالم كرة القدم.نت (الإنجليزية)